# Скалното образувание Черната скала
Скалното образувание Черната скала е природна забележителност в България. Разположена е в землището на село Осеново, област Благоевград.
Разположена е на площ 3,5 ha. Обявена е на 19 април 1976 г. с цел опазване на скално образувание Кара кая.
На територията на природната забележителност се забраняват:
- сеченето, кастренето и повреждането на дърветата, а също така и изкореняването на всякакви растения;
- пашата на добитък през всяко време;
- преследването на диви животни, птици и техните малки и развалянето на гнездата или леговищата им;
- разкриването на кариери за всякакви инертни и други материали, увреждането или изменението на естествения облик на местността, включително и на водните течения;
- чупенето, драскането и повреждането по какъвто и да е начин на скалните и земни образувания, на сталактитите и други формации в пещерите;
- извеждането на интензивни и голи главни сечи;
- всякакво строителство.[1]

Разрешава се извеждането на санитарна сеч и отсичането на престарели и с влошени декоративни качества дървета.